# Pseudoryctes bidentifrons
Pseudoryctes bidentifrons är en skalbaggsart som beskrevs av Lea 1926. Pseudoryctes bidentifrons ingår i släktet Pseudoryctes och familjen Dynastidae. Inga underarter finns listade i Catalogue of Life.